# Vogue (Zigarettenmarke)
Vogue ist der Name einer Zigarettenmarke. Die Marke gehört zu British American Tobacco.

## Vertrieb
Vogue existiert in verschiedenen Variationen wie Menthol und Light. Vogue-Zigaretten existieren in den Größen King Size und Super Slim. Letztere ist um die 100 Millimeter lang und dünner als eine gewöhnliche Zigarette. Die Marke der Zigaretten gehört zu dekorativen oder modischen Art der Zigaretten und soll vor allem Frauen ansprechen. Laut eigenen Angaben wird die Marke in 55 Ländern, darunter Deutschland, Russland, Südkorea, Frankreich, Italien und Kanada, vertrieben.
Inhaltsstoffe sind z. B. mit
- Kondensat/Teer – 7 mg
- Nikotin – 0,7 mg
- Kohlenmonoxid/CO – 5 mg

angegeben.

## Sonstiges
Die Sängerin Madonna wurde in ihrem Musikvideo ihrer Single Vogue mit einer Vogue-Zigarette dargestellt.